# Decuella cubaorientalis
Genre
Espèce
Decuella cubaorientalis, unique représentant du genre Decuella, est une espèce d'opilions laniatores de la famille des Biantidae.

## Distribution
Cette espèce est endémique de Cuba. Elle se rencontre dans la province de Santiago de Cuba à Contramaestre dans la grotte Cueva El Rabón et dans la province de Guantánamo à Baracoa dans la grotte Cueva de los Golondrinos.

## Description
Le mâle holotype mesure 3,30 mm et la femelle paratype 2,40 mm.

## Étymologie
Son nom d'espèce lui a été donné en référence au lieu de sa découverte, la province orientale à Cuba.
Ce genre est nommé en l'honneur de Vasile Decu.

## Publication originale
- Avram, 1977 : « Recherches sur les Opilionides de Cuba. III. Genres et espèces nouveaux de Caribbiantinae (Biantidae, Gonyleptomorphi). » Résultats des expéditions biospéologiques cubano-roumaines à Cuba, vol. 2, p. 123–136.